# 福島善成
福島 善成（ふくしま よしなり、1977年（昭和52年）10月6日 - ）は、日本のお笑いタレントであり、お笑いコンビガリットチュウのボケ担当。相方は熊谷茶。身長180cm、体重83kg。熊本県天草市出身。吉本興業所属。

## 来歴
1998年に熊谷岳大（現芸名:熊谷茶）と『ガリットチュウ』を結成。
2004年に『とんねるずのみなさんのおかげでした』 の企画『第2回博士と助手〜細かすぎて伝わらないモノマネ選手権〜』に、藤原紀香のキャンペーンガール時代のポーズの物真似で優勝する。第9回では相方の熊谷と2人で出場した。河本準一や博多華丸ら同番組出演者が次々とブレイクする中で取り残されていた。
解散話をきっかけに始めたInstagramのモノマネ企画が注目されて2018年にブレイクした。著名人のモノマネ芸は好感度が高く、テレビ番組や企業の商品発表会などでモノマネされる本人と多数のコラボレーションを行っていた。
2014年末に反社会的勢力の忘年会に参加していたことが発覚したため、2019年6月下旬から8月中旬まで謹慎処分を受けた。のちに謹慎処分が解除されることが発表される。詳細はお笑い芸人による闇営業問題を参照。

## 人物
- 多数のモノマネレパートリーを持ち、日常の光景や野生動物、サスペンスドラマの1シーンなどのネタが得意である。
- 柔道2段[2]。2022年9月に米ラスベガスで開催されたブラジリアン柔術の世界大会「ワールドマスター柔術選手権」で青帯ライト級に出場し、銅メダルを獲得[5]。2023年9月の同大会では「マスター4青帯ライト級」で優勝を飾った[6]。
- 怪力の持ち主であり、腕力でフライパンやパイナップルなどを潰したりすることができる。『浜ちゃんと!』の『NHKとくぎ自慢』ではコミック雑誌を0.5秒で破り、『とんねるずのみなさんのおかげでした』の『ムダ・ベストテン』では腕相撲でなかやまきんに君や小杉竜一（ブラックマヨネーズ）に勝利したほど。さらにはK-1ファイターのピーター・グラハムには負けたもののプロレスラーの中嶋勝彦に勝ったこともある。その当時の芸人の先輩ほいっとに（現：コウ・コスギ（アームレスリング選手））の教えを受けていた。ちなみに母親も怪力であり、福島が中学生の時に腕立て伏せを300回出来るほどの腕力であったのにもかかわらず母親には腕相撲で勝てなかった他、息子同様にフライパン潰しが出来る。2019年3月24日放送の『石橋貴明プレミアム』で、K-1チャンピオン・魔裟斗との腕相撲対決で勝利、巌流島に近いルールで行われた芸能人対抗格闘技戦「落とし合い決戦・奈落の陣」では優勝した[7]。
- 既婚者であり一男一女がいる。現在は湘南に住み、サーフィンができないが湘南ボーイキャラをつけようとしてる。
- 餃子の王将の大ファンで、王将の料理をまかないで食べる事を目当てに餃子の王将でアルバイトをしていた事がある。今よりもメディア出演が少なく非常に貧しかった頃は餃子の王将に行くのは誕生日や結婚記念日などの特別な日だけだった[8]。
- 競馬が好きで、500円あれば場外馬券場に行く。
- 2010年からFIFAワールドカップ南アフリカ大会の本田圭佑に憧れて金髪にしている。
- 野性爆弾のくっきーとのコンビで白塗りメークの「ものまね」をすることも多いが[9]、福島は白いヘルメットをかぶり、太いまゆげと囲みヒゲを書いているパターンが大半。
- 「毛塚 治虫」としてアーティスト活動も行っており、翔猿本人の似顔絵が描かれた翔猿の化粧廻しのデザインも手掛けている[10]。

## ものまねレパートリー
有名人
- アーノルド・シュワルツェネッガー
- 愛川欽也（ウワサ話をされている時のリアクション）
- 浅尾美和
- IKKO
- ISSA
- 井森美幸
- 上西小百合
- 織田裕二（『世界陸上』でのコメント）
- GACKT
- 風間俊介
- 片岡愛之助
- 川島海荷
- 川原ひろし（なんでんかんでんフーズ社長）
- 木の実ナナ（2時間刑事ドラマでの立ち居振る舞い）
- 工藤阿須加
- 工藤公康
- 久保田篤
- クリスチャン・ラッセン
- クリストフ・ルメール
- 小林幸子
- 小島瑠璃子
- 近藤春菜
- 沢田研二
- ジャッキー・チェン
- JUJU
- ショーンK
- 鈴木杏樹
- スーザン・ボイル
- スザンヌ
- スタン・ハンセン
- せんとくん
- 高須克弥
- 貴乃花光司
- 武田真治
- 田中直樹
- ダレノガレ明美
- 嗣永桃子
- デヴィ夫人
- 手塚治虫（トキワ荘に帰ってきて一息つく）
- テリーマン
- 豊田順子（日本テレビアナウンサー）
- トンプソンルーク
- ナジャ・グランディーバ
- 萩原流行（顔まね）
- 春香クリスティーン
- 火野正平（土曜ワイド劇場『混浴露天風呂連続殺人』）
- 平田淳嗣（スーパー・ストロング・マシンの正体）
- 弘中綾香（テレビ朝日アナウンサー）
- 福原愛
- ブライアン・オーサー
- 深田恭子
- 藤田ニコル
- 藤原紀香（キャンペーンガール時代にとっていたポーズ）
- 船越英一郎
- フワちゃん
- 本田圭佑
- 前田敦子
- 桝太一
- Matt
- 丸山桂里奈
- 水卜麻美（24時間テレビでピチピチのTシャツを着ている）
- 三戸なつめ
- 宮田俊哉
- ミルコ・デムーロ
- 元谷芙美子（アパホテル社長）
- 山口達也
- 山﨑夕貴（フジテレビアナウンサー）
- 山下健二郎
- 吉田鋼太郎
- ランディー・バース
- りんごちゃん
- 笠浩二
- ロビン・ウィリアムズ（入院中の子供を笑わせるパッチ・アダムス役）

その他
- ウミガメが卵を隠すところ
- 餌となる動物が現れず、暇をしているライオン
- 大人になる薬を飲まされた子ども
- 女だらけの水泳大会の騎馬戦でポロリした女性
- 学年で一番デカイ生徒のお母さん
- 風邪が長引いている人
- 客を見送ったあとの赤坂見附のキャバクラ嬢
- 強風に飛ばされるビニール袋
- くつろいでいたところ、天敵に見つかったカンガルー
- 小林幸子のスタイリスト
- 映画「シックス・センス」の子役の現在
- 絶対にバイトを代わってくれる人
- トドに追われるペンギン
- 冬場物凄い薄着で観光している外国人
- 映画「ホーム・アローン」の子役の現在
- みんな結婚していて同期がいなくなったキャビンアテンダント

## 出演

### 神保町花月
- 肉糞華劇団～コサジ一杯の鳥の中身～（2009年10月7日）

### ゲーム
- 龍が如く0 誓いの場所（2015年3月12日、PlayStation 4、PlayStation 3、セガ） - 金持ち君 役[11]

### CM
- イマジニア『Fit Boxing』（2018年）[12]

### テレビ
- MOI AUSSI BE TV（2019年 1月13日 - 、沖縄テレビ放送） - 野性爆弾くっきーと共演
- 春は短し恋せよ男子。 最終話（2023年6月27日、日本テレビ）

### 映画
- 100秒の拳王 -ケンカバトルロワイアル-（2024年9月6日、SDP）[13]

## 書籍
- 「哀愁 ガリットチュウ福島のモノマネ人生劇場」（2018年）ワニブックス ISBN 4847097211